# Henrietta Clark Donaldson
Henrietta Clark Donaldson (født Horne) (født 2. maj 1942 i Skotland, død 20. november 1997) var mor til Dronning Mary. Hun var gift med John Donaldson fra 31. august 1963 til sin død i 1997. Parret fik fire børn: Jane Alison, Patricia Anne, John Stuart og Mary Elizabeth (Dronning Mary).